# Петар Пан и Венди
Петар Пан и Венди (енгл. Peter Pan & Wendy) амерички је фантастични и авантуристички филм из 2023. године у режији Дејвида Лоуерија. Темељи се на Дизнијевом филму Петар Пан и роману Петар Пан и Венди Џејмса Метјуа Барија. Главне улоге тумаче Александер Молони и Евер Андерсон.
Премијерно је приказан 28. априла 2023. године за Disney+. Добио је углавном позитивне рецензије критичара.

## Улоге
| Глумац            | Улога         |
| ----------------- | ------------- |
| Александер Молони | Петар Пан     |
| Евер Андерсон     | Венди Дарлинг |
| Јара Шахиди       | Звончица      |
| Џуд Ло            | Џејмс Кука    |
| Џим Гафиган       | господин Сми  |
| Алан Тјудик       | Џорџ Дарлинг  |
| Моли Паркер       | Мери Дарлинг  |
| Џошуа Пикеринг    | Џон Дарлинг   |
| Јакоби Ђупе       | Мајкл Дарлинг |